# Valaciclovir
Valaciclovir, cũng được đánh vần là valacyclovir, là một loại thuốc chống vi-rút được sử dụng để điều trị bùng phát herpes đơn dạng hoặc herpes zoster (bệnh zona). Nó cũng được sử dụng để ngăn ngừa cytomegalovirus sau ghép thận trong trường hợp nguy cơ cao. Nó được uống qua miệng.
Tác dụng phụ thường gặp bao gồm đau đầu và nôn. Tác dụng phụ nghiêm trọng có thể bao gồm các vấn đề về thận. Sử dụng trong thai kỳ dường như là an toàn. Nó là một prodrug, hoạt động sau khi được chuyển đổi thành aciclovir trong cơ thể của người bệnh.
Valaciclovir được cấp bằng sáng chế vào năm 1987 và được đưa vào sử dụng y tế vào năm 1995. Nó có sẵn như là một loại thuốc gốc. Một tháng cung cấp ở Vương quốc Anh tiêu tốn của NHS khoảng 3 bảng Anh vào năm 2019. Tại Hoa Kỳ, chi phí bán buôn của số tiền này là khoảng US$ 2,80. Năm 2016, đây là loại thuốc được kê đơn nhiều thứ 168 tại Hoa Kỳ với hơn 3 triệu đơn thuốc.

## Sử dụng trong y tế

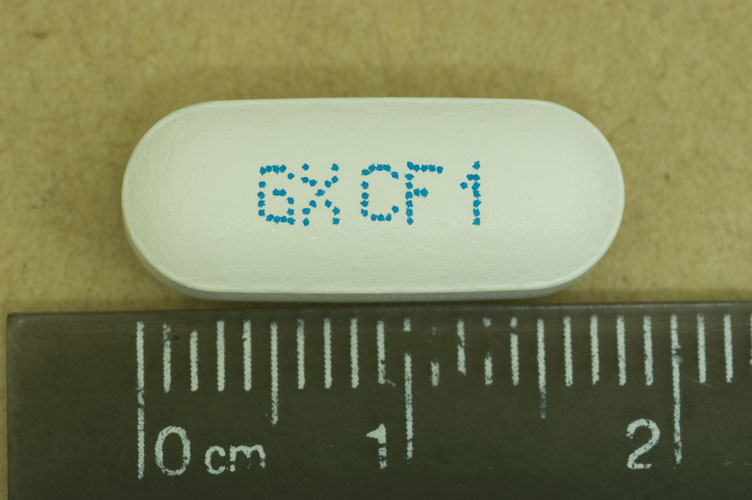
Valtrex thuốc nhãn hiệu Valaciclovir 500mg

Valaciclovir được sử dụng để điều trị nhiễm HSV và VZV, bao gồm:
- Herpes đơn dạng miệng và bộ phận sinh dục (điều trị và phòng ngừa)
- Giảm lây truyền HSV từ những người bị nhiễm trùng tái phát sang những người không bị nhiễm bệnh
- Herpes zoster (bệnh zona): liều lượng điển hình để điều trị herpes là 1.000   mg uống ba lần một ngày trong bảy ngày liên tiếp.[8]
- Ngăn ngừa cytomegalovirus sau ghép tạng
- Dự phòng virus herpesvirus ở bệnh nhân suy giảm miễn dịch (như bệnh nhân đang điều trị hóa trị ung thư) [9]

Nó đã cho thấy lời hứa như là một phương pháp điều trị bệnh bạch cầu đơn nhân nhiễm trùng, và được sử dụng phòng ngừa trong các trường hợp nghi ngờ phơi nhiễm virus herpes B.  

## Tác dụng bất lợi
Các phản ứng có hại của thuốc thường gặp (≥1% số người) liên quan đến valaciclovir cũng giống như đối với aciclovir, chất chuyển hóa có hoạt tính của nó và bao gồm: buồn nôn, nôn, tiêu chảy và đau đầu. Tác dụng phụ không thường xuyên (0,11% bệnh nhân) bao gồm: kích động, chóng mặt, nhầm lẫn, chóng mặt, phù, đau khớp, đau họng, táo bón, đau bụng, phát ban, yếu và/hoặc suy thận. Tác dụng phụ hiếm (<0,1% bệnh nhân) bao gồm: tình trạng hôn mê, co giật, giảm bạch cầu, giảm bạch cầu, run, mất điều hòa, bệnh não, các triệu chứng loạn thần kinh, tinh thể, chán ăn, mệt mỏi, viêm gan, hội chứng Stevens-Johnson, hoại tử biểu bì độc hại và/hoặc sốc phản vệ.